# 建久
建久（1190年四月十一日至1199年四月二十七日）是日本的年號之一。這個時代的天皇是後鳥羽天皇與土御門天皇，由後白河法皇實施院政至1192年，1198年後鳥羽上皇重啟院政。武家首領是權大納言兼右近衛大將源賴朝，1192年源賴朝獲任征夷大將軍成立鎌倉幕府。

## 改元
- 文治六年四月十一日（1190年5月16日） 改元建久
- 建久十年四月二十七日（1199年5月23日） 改元正治

## 出處
《晉書卷四十六·劉頌傳》：「宜承大勳之籍，及陛下聖明之時，開啟土宇，使同姓必王，建久安於萬載，垂長世於無窮。」。

## 紀年、西曆、干支對照表
| 建久       | 元年   | 二年   | 三年   | 四年   | 五年   | 六年   | 七年   | 八年   | 九年   | 十年   |
| ---------- | ------ | ------ | ------ | ------ | ------ | ------ | ------ | ------ | ------ | ------ |
| 儒略曆日期 | 1190年 | 1191年 | 1192年 | 1193年 | 1194年 | 1195年 | 1196年 | 1197年 | 1198年 | 1199年 |
| 干支       | 庚戌   | 辛亥   | 壬子   | 癸丑   | 甲寅   | 乙卯   | 丙辰   | 丁巳   | 戊午   | 己未   |